# الزبابدة
الزبابدة بلدة فلسطينية تقع إلى الجنوب الشرقي لمدينة جنين في الضفة الغربية وعلى مسافة 15 كم عنها على ارتفاع 365 م عن مستوى سطح البحر. أغلبية سكانها مسيحيون حيث يشكلون 76% من سكان القرية. تبلغ مساحة الزبابدة حوالي 5719 دونم، يقدر عدد سكانها حوالي 4,555 نسمة.

## سبب التسمية
اسم (زبدة) تحريف لكلمة (زبدين) السريانية بمعنى الزبدة أو مكان صنع الزبدة، وهذه القرية معروفة بإنتاج الألبان.

## التاريخ

### العصر القديم
تم العثور في القرية على قطع فخارية تعود إلى العصر البرونزي الأوسط الثاني، والعصر الحديدي الأول والثاني، وحتى العصر البيزنطي.
قد تم العثور على بقايا مزرعة بوفارية فرنجية، في حين تم العثور أيضًا على قطع فخارية من العصر المملوكي والعثماني. 

### العصر العثماني
أعيد تأسيس القرية عام 1834، في العهد العثماني، من قبل ثلاث عائلات مسيحية يونانية أرثوذكسية اشترت الأرض من مسلمي جنين. في عام 1838، تم تسجيل القرية كقرية مسيحية يونانية في منطقة الحارثية، شمال نابلس.
في عام 1882، وصف مسح فلسطين الغربية (SWP) الذي أجرته مؤسسة أبحاث فلسطين ( PEF ) القرية بأنها قرية متوسطة الحجم تقع على الحافة الجنوبية للسهل الصالح للزراعة المسمى وادي السلهب، ويتم تزويدها بالمياه من بئر في الشرق، مع تل منخفض مغطى بالفرشاة في الجنوب. أسست البعثة الكاثوليكية اللاتينية وجودها في القرية في عام 1883.
في القرن التاسع عشر عاشت في القرية الأخت ماري ألفونسين دانيل غطاس .

### عصر الإنتداب البريطاني
وفقاً لتعداد عام 1922 الذي أجرته سلطات الانتداب، بلغ عدد سكان القرية 482 نسمة، منهم 64 مسلماً و418 مسيحياً، حيث كان المسيحيون 83 أرثوذكسيًا و261 كاثوليكيًا و74 من كنيسة إنجلترا. وفي تعداد عام 1931 ارتفع عدد السكان إلى 632 نسمة؛ منهم 91 مسلمًا و541 مسيحيًا، في إجمالي 134 منزلًا.
في إحصائيات قرية زبابدة عام 1945 بلغ عدد سكانها 870 نسمة؛ 90 مسلمًا و780 مسيحيًا، وكانت مساحة القرية 5719 دونمًا من الأرض، وفقًا لمسح رسمي للأراضي والسكان. وقد تم استخدام 2,510 دونمًا للمزارع والأراضي المروية، و3,067 دونمًا للحبوب، في حين كانت 16 دونمًا من الأراضي المبنية.

### العصر الإردني
بعد النكبة الفلسطينية عام 1948، وبعد اتفاقيات الهدنة عام 1949، أصبحت الزبابدة تحت الحكم الأردني. في عام 1961 بلغ عدد سكانها 1077 نسمة. 

### ما بعد 1967
منذ حرب الأيام الستة عام 1967، أصبحت القرية  تحت الاحتلال الإسرائيلي. بلغ عدد سكان الزبابدة في تعداد عام 1967 الذي أجرته إسرائيل 1520 نسمة. 

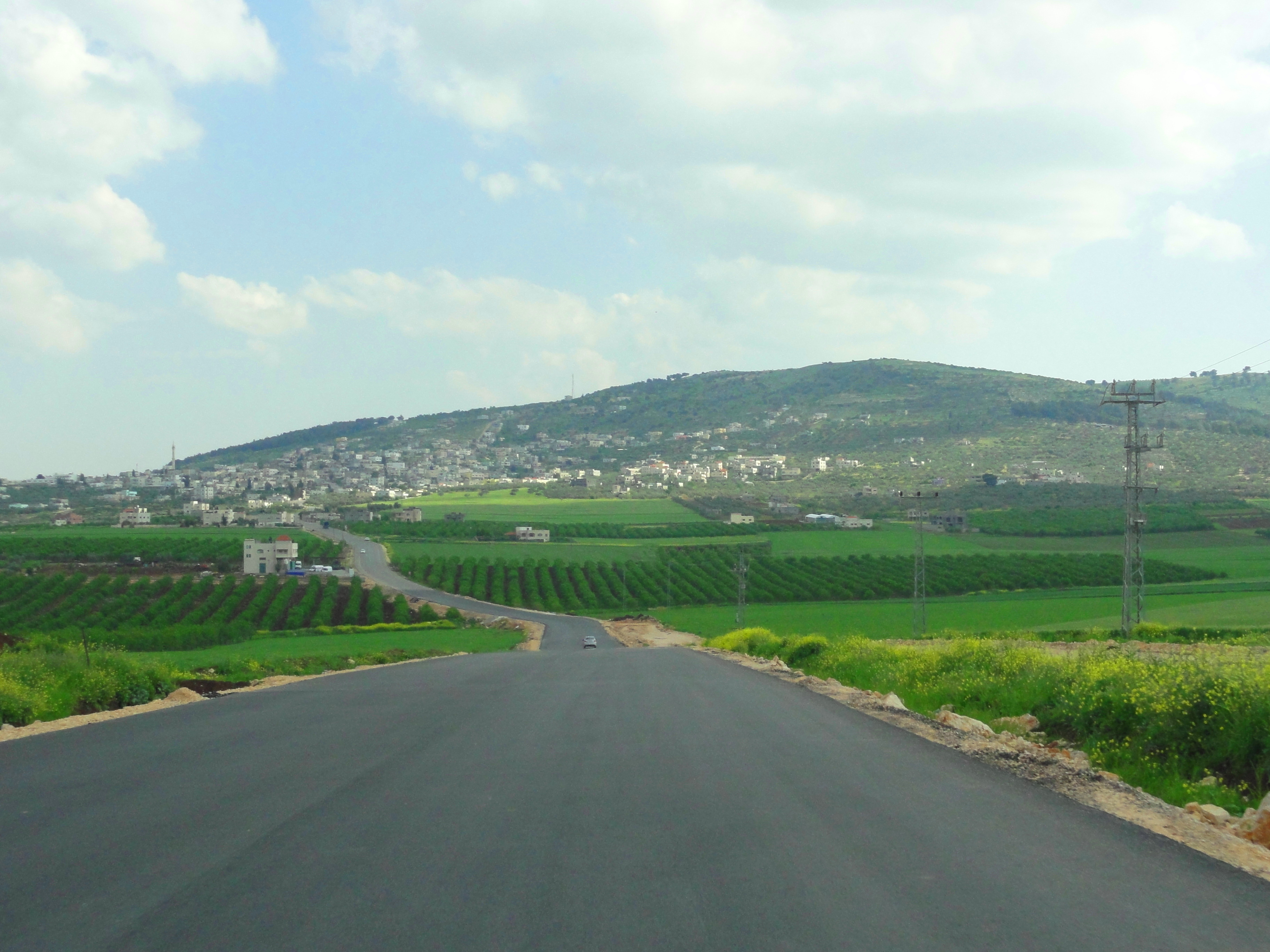
قرية الزبابدة

## السكان
بلغ عدد سكان القرية عام 1922م حوالي 482 نسمة ارتفع إلى 870 نسمة عام 1945م، وبلغ عدد سكانها عام 1967م حوالي 1500 نسمة، ارتفع إلى 2400 نسمة عام 1987م يعود بعض السكان بأصولهم إلى قرية رفيديا، برقة، ونصف جبيل من قرى نابلس والطيبة من  قرى رام الله.

### أعلام من البلدة
- د.نعيم خضر، ممثل منظمة التحرير الفلسطينية في بروكسل، اغتاله العدو الصهيوني عام 1981.
- خلود دعيبس، تولت مناصب وزيرة السياحة في حكومة الوحدة الوطنية، ووزيرة السياحة وشؤون المرأة في حكومة سلام فياض الأولى ، وممثلة فلسطين في برلين (2013-2021).[18]
- المطران ايليا خوري، كان من أوائل المبعدين عن فلسطين عام 1967، شغل منصب نائب رئيس المجلس الوطني الفلسطيني وعضو اللجنة التنفيذيه لمنظمة التحرير الفلسطينيه.[19]

## التعليم
- البطريركية اللاتنية الثانوية: هي مدرسة خاصة بإدارة كنيسة الزيارة تتبع البطريركية اللاتينية في القدس. مختلطة من الصف الأول إلى الصف الثاني عشر التوجيهي.
- مدرسة الزبابدة الثانوية للبنين: من الصف الأول إلى الصف الثاني عشر التوجيهي.
- مدرسة الزبابدة الثانوية للبنات: من الصف الأول إلى الصف الثاني عشر التوجيهي.

وقد شهدت هذة البلدة تغيرات كثيرة بعد أن أقيمت الجامعة العربية الأمريكية بالقرب منها.

## الأماكن الدينية

### المساجد
يوجد بها مسجدين أحدهما قديم والثاني بني عام 2004 ومئذنته ثاني أعلى مئذنة في الضفة الغربية.
- مسجد البلدة القديم.
- مسجد البلدة الجديد.

### الكنائس
فيها 4 كنائس أقدمها يعود للعام 528م حيث كانت المنطقة عبارة عن منطقة للمسيحين، وقد كانت الكنيسة حينها ديراً ثم أصبحت كنيسة عام 1921 م، أما أحدث كنائسها فقد بنيت عام 2002م.

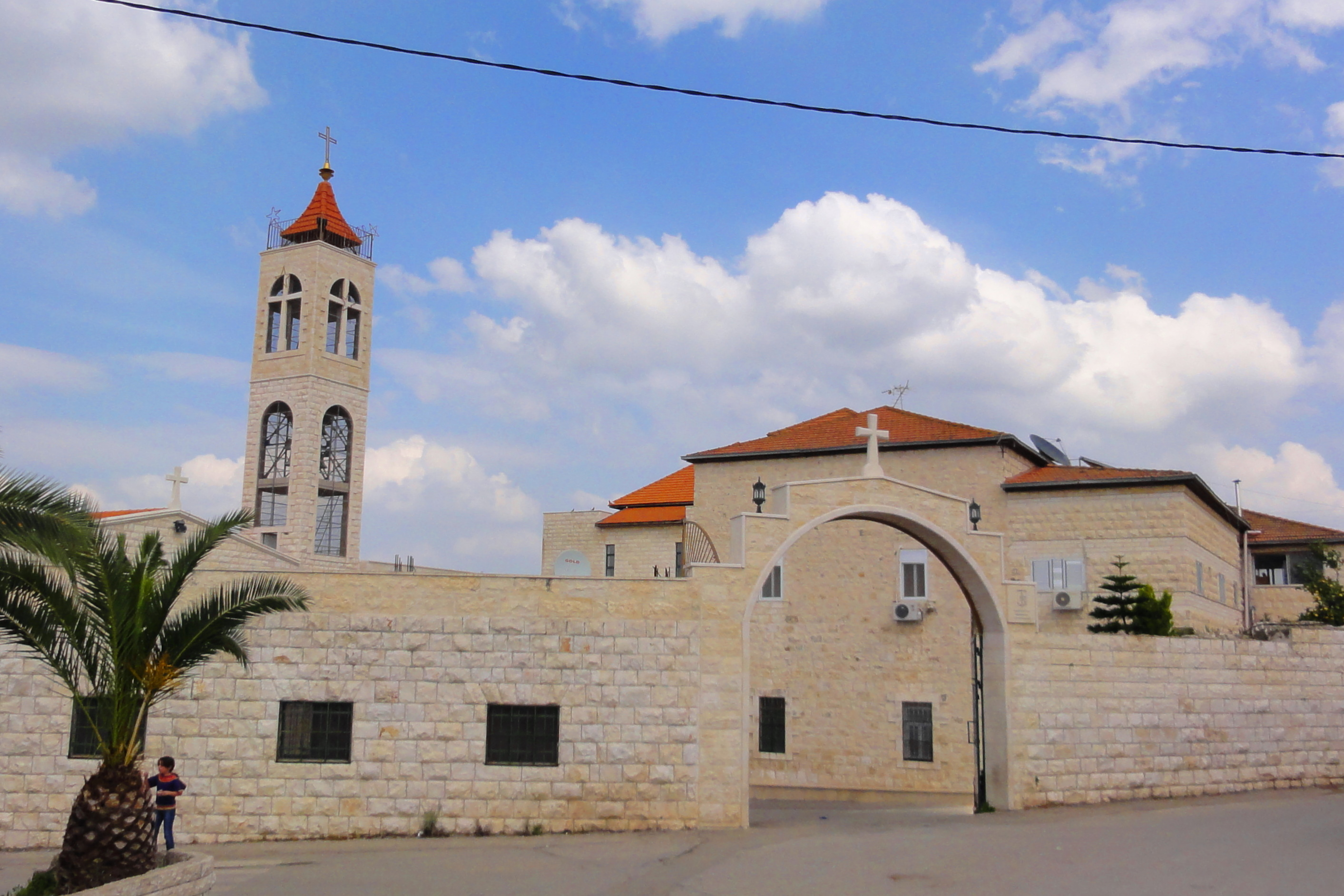
الزبابدة

- كنيسة الزيارة للاتين.
- الزبابدةكنيسة الرم الارثودوكس.
- كنيسة الروم الكاثوليك.
- الكنيسة الانجيلية.

## وصلات خارجية
- صفحة البلدة في موقع فلسطين في الذاكرة.